# Bichlhub
Bichlhub ist einer der 80 Gemeindeteile von Buchbach im oberbayerischen Landkreis Mühldorf am Inn.

## Geografische Lage
Die Einöde Bichlhub liegt im Gemeindegebiet des Marktes Buchbach in der Region Südostoberbayern im Alpenvorland inmitten des tertiären Hügellandes zwischen den Tälern der Vils im Norden und der Isen im Süden. Die Landeshauptstadt München ist rund 63 km entfernt.

## Geschichte
Die Einöde kam mit dem bayerischen Gemeindeedikt von 1818 zur Gemeinde Walkersaich und mit dem Nordteil dieser am 1. Januar 1973 im Zuge der Gebietsreform in Bayern zur Gemeinde Buchbach.

## Bevölkerungsentwicklung
Um 1861 hatte die Einöde Bichlhub acht Einwohner und drei Gebäude. Es gab dort bei der Volkszählung von 1961 noch fünf Einwohner in einem Wohngebäude. Im Mai 1987 lebten dort zwei Einwohner in einem Wohngebäude.